# Olle Johansson (författare)

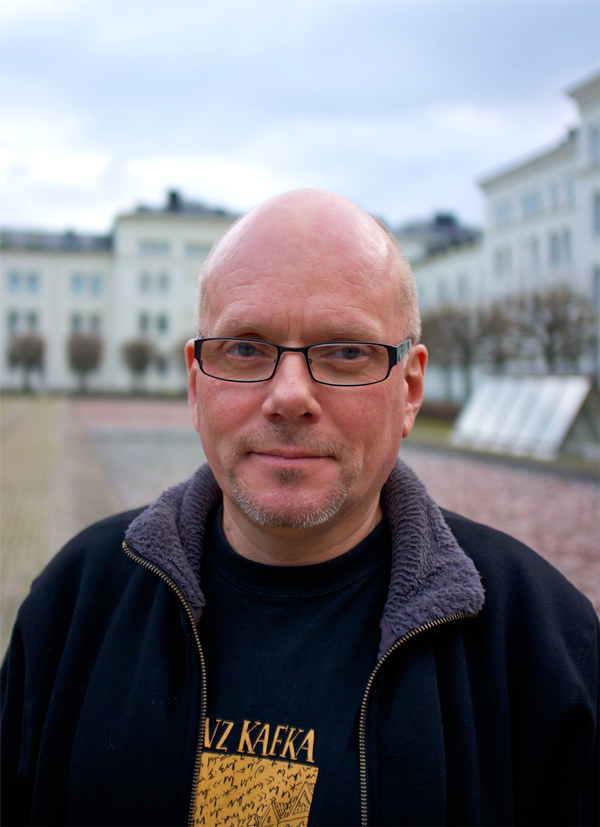
Olle Johansson.

Olle Johansson, född 1956 i Varberg, är en svensk poet och författare.
1963 flyttade Johansson med sin familj till Söderköping, och 1970 till Hedemora, där han gick ut högstadiet och gymnasiet. Han tog sedan en fil.kand. i svenska och engelska och arbetade under några år som lärare, innan han blev bibliotekarie. Sedan 1986 bor och verkar han i Stockholm.
Olle Johansson har skrivit poesi, kortprosa (Roffes Livs. Betraktelser från Hedemora, världens navel), en självbiografisk far- och son-skildring (Cykel. En berättelse om pappa och mig) samt en roman (Ge mig ett M. En lumpenroman). 2015 utkom En skivsamlares memoarer, som är en tillbakablick på ett liv via musikkonsumtionen. I mars 2019 gav Johansson ut texter som tidigare varit outgivna i bokform - skrivna 1980-2000 - i samlingen Herr Strindberg, fröken Monroe och Jag. Den 13 april 2024 utkom En skivsamlares betraktelser - uppföljaren till En skivsamlare memoarer - om femtio års skivköpande och musiklyssnande, musiker och konserter, skivbörsar, arkiv och bibliotek, krogar samt resor och vistelser inom och utom Sverige. 
Han har dessutom publicerat sig i tidskrifterna Lyrikvännen, Ord & Bild, BLM, 90-tal, Ordfront Magasin och Metallarbetaren samt dagstidningarna Aftonbladet, Dagens Nyheter, Dalarnas Tidningar och Dala-Demokraten.
Johansson driver sedan 2015 det egna Rabarber förlag. 